# Välfärd
Välfärd är en samlande benämning på människors levnadsförhållanden, och avser deras privatekonomi, hälsa, utbildning, bostadsförhållanden, kultur och mycket annat. Begreppet är mångtydigt. I vissa länder förknippas begreppet med välgörenhet medan det i andra länder har en ton av medborgerliga rättigheter. Begrepper allmän välfärd kan innebära att alla i samhället ges rätt till en grundläggande nivå av till exempel skydd, säkerhet, bidrag, bostad, mat, sjukvård, utbildning och kultur. Ofta används ordet i en snävare betydelse, där man betonar välfärdstjänster som tillhandahålls eller finansieras genom den offentliga sektorn för att garantera befolkningen en viss levnadsstandard och skydd mot sociala risker och problem. Även omfördelning av resurser mellan olika delar av befolkningen och/eller över individens livslängd, vilket sammanfattas i begreppet fördelningspolitik, ofta med syftet att öka samhällets jämlikhet, kan omfattas av begreppet. Ifråga om åtgärder för att uppnå välfärd för alla, eller strukturer som bidrar till detta, talar man också om social trygghet eller socialt skyddsnät. Nationella välfärdsmodeller kan delas upp i behovsprövade och generella, där den senare tillförsäkrar medborgarna och/eller befolkningen rättigheter och förmåner oavsett deras behov av offentligt stöd.
En del forskare tenderar att göra en åtskillnad mellan materiell och mental välfärd. Materiell välfärd syftar på exempelvis ekonomiska resurser, förväntad livslängd och andra "objektiva" välfärdsindikatorer medan mental välfärd syftar på subjektiva välfärdsindikatorer. Exempel på subjektiva välfärdsindikatorer skulle kunna vara olika mått på välbefinnade, lycka och livstillfredsställelse. Se exempelvis Sven Ove Hansson, “Welfare, Justice, and Pareto Efficiency”, Ethical Theory and Moral Practice, 7:361-380, 2004.
Välfärdsdiskussionen handlar ofta om de svagare i samhället, och om att säkra individens välfärd under barndom, sjukdom eller ohälsa, arbetslöshet och ålderdom samt vid funktionsnedsättning eller fattigdom

## Den offentliga sektorns roll
Välfärdsstaten (som den offentliga sektorn i sin helhet representerar) kan ses som en uppsättning offentliga institutioner som motarbetar fattigdom, omfördelar inkomst och välstånd mellan olika delar av befolkningen och mellan olika tidpunkter i individens liv, till exempel vid utbildning, sjukdom, arbetslöshet, barnafödsel, hemmavarande barn och död (fördelning av kvarlåtenskap), minskar eller lindrar social utsatthet, och arbetar för förbättring av befolkningens och arbetares hälsa. Omfördelning av inkomst och välstånd kan utformas i form av socialförsäkringar såsom sjukvårdsförsäkring, sjukinkomstförsäkring, föräldraförsäkring, högkostnadsskydd för läkemedel eller arbetslöshetsförsäkring.
I vilken utsträckning välfärdsstaten skall blanda sig i människors liv, fördelning av ekonomiska resurser och marknadens funktion är delvis en fråga om politiska idéer, värderingar och människosyn, delvis en fråga om effektivitet. Också libertarianer som ser ett överordnat värde i att begränsa statens påverkan på individens frihet till ett minimum ser en viss roll för staten ifråga om välfärd. Till exempel skriver Milton Friedman att staten efter noggrann övervägning kan genomföra en del sådant som en grupp av enskilda individer skulle ha svårt att lyckas med. Skalan sträcker sig från libertarianer som Robert Nozick, som hävdar att beskattning är stöld eftersom rätten till egendom är en naturrätt, via socialliberaler som John Rawls som ansåg att samhället bör organiseras så att den som har det värst har det så bra som möjligt eftersom han istället betraktar rättvisan som en naturrätt, till socialister/kollektivister som sätter jämlikhet och klasskamp främst.

## Välfärd i Sverige
I Sverige har den svenska modellen och den Nordiska välfärdsmodellen tillämpats i ett försök att uppnå allmän välfärd. Den svenska modellen bygger delvis på samförstånd mellan arbetsmarknadens parter och har inslag av korporativism. Politiska åtgärder som Allmännyttan och Försörjningsstödet syftar till att garantera alla en grundläggande välfärd.
Institutionerna för välfärd handhas i Sverige av kommunerna och ett antal myndigheter, under bland andra Socialdepartementet. Regeringsformen föreskriver att "den enskildes personliga, ekonomiska och kulturella välfärd skall vara grundläggande mål för den offentliga verksamheten." och att det allmänna ska;
- garantera allas rätt till arbete, bostad och utbildning
- verka för social omsorg och trygghet och för goda förutsättningar för hälsa
- främja en hållbar utveckling
- verka för att demokratins idéer blir vägledande inom samhällets alla områden
- värna den enskildes privatliv och familjeliv
- verka för att alla människor ska kunna uppnå delaktighet och jämlikhet i samhället och för att barns rätt tas till vara
- motverka diskriminering av människor på grund av omständigheter som gäller den enskilde som person
- främja vissa minoriteters möjligheter att behålla och utveckla ett eget kultur- och samfundsliv

Dessa målformuleringar definierar den mycket omfattande roll som den offentliga sektorn ges för den svenska befolkningens välfärd.